# Тодор Тодоров (футболист, р. 1944)
Вижте пояснителната страница за други личности с името Тодор Тодоров.
Тодор Тодоров (роден на 22 март 1944) е бивш български футболист, защитник. Клубна легенда на Дунав (Русе). Рекордьор по изиграни мачове за отбора в А група – 278. След края на състезателната си кариера работи като треньор по футбол. Синът му, Мариян Тодоров, също е бивш футболист.

## Биография

### Като футболист
Родом от село Тръстеник, Тодоров пристига в Русе на 8-годишна възраст заедно със семейството си. На 15 години заиграва в заводския отбор Торпедо (Русе), където го използват като полузащитник. През 1964 г. преминава в Дунав (Русе). Там е преквалифициран в защитник. В продължение на 13 години играе като ляв бек в състава на русенци.
Част от отбора на Дунав, който завършва на 4-то място в А група през сезон 1974/75. През есента на 1975 г. играе в двата мача срещу италианския Рома в Купата на УЕФА. Прекратява кариерата си на 34-годишна възраст през 1978 г.

### Като треньор
През лятото на 1993 г. Тодоров поема третодивизионния Раковски (Русе) и за два сезона извежда отбора до А група.